# Глостер (Північна Кароліна)
Глостер (англ. Gloucester) — переписна місцевість (CDP) в США, в окрузі Картерет штату Північна Кароліна. Населення — 495 осіб (2020).

## Географія
Глостер розташований за координатами 34°43′55″ пн. ш. 76°32′19″ зх. д. / 34.73194° пн. ш. 76.53861° зх. д. (34.732058, -76.538662).  За даними Бюро перепису населення США в 2010 році переписна місцевість мала площу 3,76 км², з яких 3,72 км² — суходіл та 0,04 км² — водойми.

## Демографія
Згідно з переписом 2010 року, у переписній місцевості мешкало 537 осіб у 234 домогосподарствах у складі 147 родин. Густота населення становила 143 особи/км².  Було 343 помешкання (91/км²).
Расовий склад населення:
| - 98,3 % — білих - 0,4 % — азіатів - 0,2 % — корінних американців |

До двох чи більше рас належало 0,9 %. Частка іспаномовних становила 0,7 % від усіх жителів.
За віковим діапазоном населення розподілялося таким чином: 18,1 % — особи молодші 18 років, 67,4 % — особи у віці 18—64 років, 14,5 % — особи у віці 65 років та старші. Медіана віку мешканця становила 44,0 року. На 100 осіб жіночої статі у переписній місцевості припадало 92,5 чоловіків;  на 100 жінок у віці від 18 років та старших — 95,6 чоловіків також старших 18 років.
Середній дохід на одне домашнє господарство  становив 48 373 долари США (медіана — 47 933), а середній дохід на одну сім'ю — 56 598 доларів (медіана — 56 406). За межею бідності перебувало 13,4 % осіб, у тому числі 0,0 % дітей у віці до 18 років та 7,6 % осіб у віці 65 років та старших.
Цивільне працевлаштоване населення становило 275 осіб. Основні галузі зайнятості: сільське господарство, лісництво, риболовля — 22,5 %, роздрібна торгівля — 16,0 %, мистецтво, розваги та відпочинок — 15,3 %.